# Werner Levie
Werner Josef Levie (Berlijn, 27 maart 1903 – Tröbitz, 26 mei 1945) was een Nederlands journalist en econoom. Hij gaf voor de Tweede Wereldoorlog leiding aan de Duitse Jüdischer Kulturbund, een culturele organisatie die werk verschafte aan Joodse artiesten die vanwege het beroepsverbod werkloos waren geworden. In Nederland trachtte hij tijdens de oorlog een soortgelijke organisatie op te zetten.

## Levensloop

### Vroege jaren
Werner Levie werd geboren als de zoon van de Nederlander Hermann Levie en diens vrouw Lucie Friedlander. Zijn vader emigreerde in 1905 naar de Verenigde Staten en verdween daarna uit beeld. Over zijn verdere leven is niets bekend. Levies moeder, die van Russische afkomst was, werkte als hoedenmaakster in de Berlijnse fabriek van haar broer, die tevens optrad als Levies voogd. 
In zijn jeugd bezocht Levie het Realgymnasium Koningstädter. Hij was ook actief bij de zionistische jongerenorganisatie Blau Weiß. Na de middelbare school studeerde Levie economie aan de Humboldtuniversiteit In 1926 promoveerde hij bij Werner Sombart. Na zijn studie ging Levie aan de slag als journalist. Hij schreef voor de kranten van de uitgeverij Ullstein. In 1931 was hij medeoprichter van de Berliner Jüdischen Zeitung. Na de machtsovername van de nazi's in 1933 werden Joden geweerd uit alle culturele beroepen. Zodoende kwam er een einde aan Levies journalistieke activiteiten.

### Jüdischer Kulturbund
In reactie daarop richtte Levie samen met Kurt Singer de Jüdischer Kulturbund op. Deze organisatie bood werk aan diegenen die als gevolg van het beroepsverbod voor Joden binnen de cultuursector werkloos waren geworden. Zo verzorgde de Kulturbund onder andere optredens, lezingen en concerten. De Kulturbund in Berlijn telde twintigduizend leden. Het concept kreeg snel navolging in andere steden door heel Duitsland. Het naziregime tolereerde de activiteiten van de Kulturbund. Activiteiten mochten uitsluitend bezocht worden door Joden en waren onderhevig aan censuur vooraf door de Gestapo.
Singer en Levie zochten naar wegen om kunstenaars die waren aangesloten bij de Kulturbund naar Palestina te laten vertrekken. Levie bezocht het mandaatgebied tweemaal, in 1936 en 1938. Ten tijde van de Kristallnacht in november 1938 was Singer op reis in de Verenigde Staten. Levie kreeg daarom in opdracht van het Duitse ministerie van Propaganda de algehele leiding van de Jüdischer Kulturbund. Levie genoot vanwege zijn Nederlandse paspoort een zekere bescherming. In zijn laatste jaar in Duitsland functioneerde zijn huis regelmatig als schuilplek voor andere Joden.

### Duitse bezetting in Nederland
Levie stuurde zijn moeder, vrouw en twee dochters in mei 1939 naar het veilige Nederland. Zijn vrouw reisde nog meerdere keren terug naar Duitsland om geld en juwelen van anderen veilig naar buiten te brengen. Zelf vertrok Levie een dag voor de Duitse inval in Polen naar Nederland. In Nederland raakte zijn vrouw Liesl bevriend met Etty Hillesum. In mei 1940 probeerde Levie met zijn gezin op een toeristenvisum Palestina te bereiken, maar zijn plannen werden gedwarsboomd door de Duitse inval in Nederland
Na de wering van Joodse artiesten uit culture beroepen probeerde Levie in samenwerking met Rudolf Nelson, Heintje Davids, Elias van Praag, Bernard Drukker en anderen ook in Nederland een aparte Joodse culturele organisatie op te richten. Dit lukte in november 1941 dankzij de financiering van Bernard van Leer. Zo ontstond onder andere het Joods Symphonie Orkest. De optredens vonden plaats in de Hollandsche Schouwburg. Levie betrok zoveel als mogelijk mensen bij de culturele activiteiten om te voorkomen dat zij geplaatst werden in een werkkamp. Vanaf augustus 1942 diende de Hollandsche Schouwburg als verzamelplaats voor de Amsterdamse Joden. Daarmee kwam er een aan einde aan de culturele functie.

### Westerbork en Bergen-Belsen
Het gezin-Levie kwam in juni 1943 terecht in Kamp Westerbork. Zijn moeder verloor in oktober van dat jaar haar leven in vernietigingskamp Sobibór. Samen met zijn vrouw en dochters werd Levie in januari 1944 op transport gezet naar Bergen-Belsen, waarvandaan zij hoopten te kunnen emigreren naar Palestina als onderdeel van een gevangenenruil. Zover kwam het nooit.
Met de nadering van de geallieerden werd Levie op transport gezet naar Theresienstadt. Het transport kwam bekend te staan als het verloren transport. De trein bereikte Theresienstadt namelijk nooit, maar strandde in het stadje Tröbitz. Op 23 april 1945 werden de gevangenen bevrijd door het Rode Leger. Tweehonderd van hen waren overleden, en in de weken daarna overleden er nog eens driehonderdtwintig als gevolg van vlektyfyus. Werner Levie was een van hen.
Levies vrouw en dochters keerde na de oorlog terug naar Nederland. Later emigreerde Liesl Levie naar Israël waar een van haar dochters leefde. Zij overleed in 1997 in de kibboets Gal'ed.